# غلباس
غَلْبَاسُ (باللاتينية: Galba؛ باليونانية: Γάλβας؛ مولده في 24 دجنبر 3 قبل الميلاد؛ وفاته في 15 يناير 69 بعد الميلاد) إمبراطور روماني حكم منذ عام 68 وحتى عام 69 بعد الميلاد. وأول إمبراطور في عام الأباطرة الأربعة وتولى المنصب بعد انتحار الإمبراطور نيرون.
ولد غَلْباس لعائلة ثرية، وشغل في أوقات مختلفة مناصب البريتور والقنصل والحاكم لمقاطعات أقطانية وجرمانية العليا ومقاطعة إفريقية خلال النصف الأول من القرن الأول الميلادي. تقاعد من مناصبه خلال الجزء الأخير من عهد قلوديوس (مع ظهور أغريبينا الصغرى) لكن نيرون منحه فيما بعد منصب حاكم هسبانيا. استغل هزيمة تمرد فيندكس وانتحار نيرون، وأصبح الإمبراطور بدعم من الحرس البريطوري.
أدى ضعف غَلْباس الجسدي واللامبالاة العامة إلى اختياره من قبل المفضلين. أصبح أوثون إمبراطورًا بعد أن قتل غَلْباس الذي عجز عن كسب شعبية الناس أو الحفاظ على دعم الحرس البريتوري.

## بدايات حياته
ولد غلباس قرب طرجينة يوم 24 ديسمبر سنة 5 قبل الميلاد. وكان من عائلة نبيلة وكان رجلا ذا ثروة، إلا أنه لم يكن ذا قرابة بالقياصرة الستة الأوائل سواء بالولادة أو بالتبني. وأظهر براعته ومقدرته منذ كان شابا، وقيل أن أغسطس وتيبيريوس تنبؤوا بما سيجنيه من علو في المستقبل. تولى غلباس منصب بريتور في سن العشرين، ومنصب قنصل في سن الثالثة والثلاثين؛ كما بنى سمعته في أقاليم الغال وجرمانيا وأفريقيا، وخدم كلوديوس بإخلاص. وعاش النصف الأول من حكم نيرون متقاعدا حتى عام 61 م، حيث منحه الإمبراطور حكم إقليم هسبانيا تاراكونينسيس.

## الإمبراطورية
في ربيع العام 68، تم إبلاغه بأن نيرون ينوي الحكم عليه بالإعدام، وكذلك تم إبلاغه بشأن تمرد يوليوس ويندكس في إقليم الغال. وكان ينوي أن يحذو حذو ويندكس، إلا أن هزيمة الأخير وانتحاره جعلت غلباس يعدل عن الأمر. أتته الأخبار بأن نيمفيديوس سابينوس، الذي كان آمر الحرس البريتوري، قد عفا عنه. منح غلباس لنفسه لقب ممثل مجلس الشيوخ عن الشعب الروماني؛ ثم اتخذ لقب قيصر بعد مقتل نيرون، وتقدم نحو روما. استقبله مجلس الشيوخ والحزب النظامي ورحبوا به، إلا أنه لم يكن ذا شعبية بين الجنود والشعب. فقد أثار كراهية البرايتوريين عندما رفض أن يمنحهم الجوائز التي وعد بها، كما أثار احتقار العامة بوضاعته وكراهيته للعروض والأبهة.
بدأ غلباس يضعف مع تقدمه في السن وأصبح دمية في يد خواصه. أيقن غلباس بالكراهية والسخط الذان حاما حوله بعد تمرد الفيالق في جرمانيا ومطالبتهم مجلس الشيوخ باختيار إمبراطور آخر. أراد أن يحتوي هذه العاصفة، فعين رجلا هو كالبورنيوس بيسو كخليفة وحاكم مشارك له، وكان هذا الرجل أهلا للثقة بهذا المنصب، وكان اختيار غلباس حكيما ووطنيا، إلا أن العامة رأوا الأمر كإشارة على خوفه، كما أن البرايتوريين كانوا ساخطين منه. كان رجل آخر يدعى سالفيوس أوثو، وهو حاكم سابق لإقليم لوسيتانيا وأحد داعمي غلباس، قد خاب أمله لعدم اختياره بدل بيسو، وبدأ المفاوضات مع البرايتوريين الذين تبنوه إمبراطورا عليهم. انطلق غلباس لمواجهة الثوار على الفور، إلا أنه كان ضعيفا وتم حمله على محفة، وقابلته فرقة من الخيالة قرب لاكوس كورتيوس وقتل هناك.
تميزت الفترة الأخيرة من حكم غلباس على المحافظات بالكسل واللامبالاة، إلا أن هذا قد يرجع إما لعدم رغبته بجذب انتباه نيرون، أو أن صحه كانت تتدهور مع تقدمه بالسن. قال تاكيتوس أن الجميع كانوا سيرونه أهلا بالإمبراطورية لو لم يصبح إمبراطورا أبدا. وقد تكلم عنه العديدون بشكل مفصل، وبالأخص بلوتارخ وسويتونيوس اللذان كتبا عنه سيرة منفصلة.

## الإمبراطور (يونيو 68)

### الحكم
عندما أصبح إمبراطورًا، واجه غلباس تمرد نيمفيديوس سابينوس، الذي كان لديه تطلعاته الخاصة للعرش الإمبراطوري. لكن سابينوس قُتل على يد البريتوريين قبل أن يتمكن من تولي العرش. عندما وصل غلباس إلى روما مع الحاكم اللوسيتاني ماركوس سالفيوس أوثو، تعرض جيشه للهجوم من قبل فيلق نظمه نيرون، وقتل في القتال عدد من جنود غلباس. عانى غلباس، من النقرس المزمن في الوقت الذي جاء فيه إلى العرش، وكان يتلقى النصائح من مجموعة فاسدة ضمت الجنرال الإسباني تيتوس فينيوس، والمحافظ البريتوري كورنيليوس لاكو، وإيسيلوس، أحد رجال غلباس المحررين. استولى غلباس على ممتلكات المواطنين الرومان، وحل الجيوش الألمانية، ولم يدفع للبريتوريين والجنود الذين قاتلوا ضد فيندكس. هذه الأفعال جعلته لا يحظى بشعبية.
كتب سويتونيوس الأوصاف الشخصية والجسدية لغلباس:
«حتى قبل أن يصل إلى منتصف العمر، أصر على الحفاظ على عادة قديمة ومنسية في بلده، والتي بقيت في أسرته فقط، وهي أن يظهر أمامه رجاله المحررين وعبيده مرتين في اليوم في جُثمان، ويحيونه في الصباح، ويودعونه عند المساء واحدًا تلو الآخر».
«كانت سمعته المزدوجة في القسوة والجشع قد سبقته، قال الرجال إنه عاقب مدن المقاطعات الإسبانية والغالية التي ترددت في الانحياز إلى جانبه بفرض ضرائب باهظة بل إنه هدم جدران بعض المدن، وقتل الحكام ونواب الإمبراطورية مع زوجاتهم وأطفالهم. علاوة على ذلك، فقد صهر تاجًا ذهبيًا وزنه خمسة عشر رطلًا، أخذه سكان تاراكو من معبدهم القديم جوبيتر وقدموه له، وأمر أن تقطع الأونصات الثلاثة الناقصة منهم. وقد تأكدت هذه السمعة بل وزادت فور وصوله إلى المدينة. بسبب إجباره بعض مشاة البحرية الذين جعلهم نيرون جنودًا نظاميين على العودة إلى موقعهم السابق كمجدفين، بعد رفضهم ومطالبتهم بعناد بالنسر والمعايير، لم يفرقهم فقط بتهمة سلاح الفرسان، بل قضى عليهم أيضًا. حل أيضًا مجموعة من الألمان، الذين جعلهم القياصرة السابقون حراسهم الشخصيين وكانوا مخلصين تمامًا في العديد من حالات الطوارئ، وأعادهم إلى بلدهم الأصلي دون أي مكافآت، مدعيًا أنهم كانوا يميلون أكثر نحو جناوس دولابيلا، الذي كانت حدائقه بالقرب من معسكرهم. ورويت الحكايات التالية استهزاءً به، سواء أكانت حقيقية أم زائفة: أنه عندما وضع أمامه عشاء فاخر بشكل غير عادي، تأوه بصوت عالٍ؛ وأنه عندما قدم له وكيله المعين حسب الأصول حساب نفقته، سلمه طبقًا من الفاصولياء مقابل جده وحذره؛ وأنه عندما أسعده عازف الناي كانوس كثيرًا، قدم له خمسة دنانير، أخذها من حقيبته بيده.
وعلى هذا فإن قدومه لم يكن موضع ترحيب، وكان هذا واضحًا في الأداء الأول في المسرح، عندما بدأ الممثلون في مهزلة أتيلان السطور المألوفة «هنا يأتي أنسيمس من مزرعته»، أنهى جميع المتفرجين الأغنية دفعة واحدة في الجوقة وكرروها عدة مرات بإيماءات مناسبة، بدءًا من ذلك المقطع.
هكذا فقد كانت شعبيته ومكانته أعظم حين فاز، مقارنة بحكمه للإمبراطورية، ومع أنه أعطى العديد من الأدلة على كونه أميرًا ممتازًا، ولكنه لم يكن بأي حال من الأحوال محبوبًا لتلك الصفات لأنه كان مكروهًا بسبب أفعاله الشخصية المتناقضة».